# 李妍智
Joanne（韓語：죠앤，1988年9月28日—2014年12月2日），原名李妍智（韓語：이연지），韓國女歌手，原韓國組合TAKE成員李承鉉的親妹妹，2001年8月在韓國被作曲家金亨錫挖掘出道，曾經與韓國SM娛樂藝人合作，並與神話組合、H.O.T.成員出演過紅極一時的韓國周末娛樂節目。當年被稱為第二個寶兒，後來因為公司內部問題一直沒有簽約新的公司。而Joanne選擇回美國繼續完成其學業。2012年，她參加了在韓國熱播的音樂挑戰賽"Super Star K4"，但因為生病而未能發揮完全水準。最後三位評判當中，只有PSY給予「yes」，因而被淘汰。她於同年結束演藝生涯回到了美國，過著正常的上班族生活。2014年6月開始Joanne就在美國某個物流公司的會計部門上班。
但她於11月26日在洛杉磯附近發生車禍中重傷昏迷，延至12月2日離世。

## 音樂作品

### 單曲
幸せの表現
- 發行日期：2003-08-06
- 語言：日語

曲目：
- 幸せの表現～featuring Joanne

日劇14ヶ月 妻が子供に還っていくの主題曲
Tokyo Wedding Collection
- 發行日期：2009-01-21
- 語言：日語

曲目：
- これからだってI LOVE YOU（ジョエン）
- OVER THE WAY（ジョエン）
- VOICE（ジョエン）

### 專輯
First love
- 發行日期：2002-07-08
- 語言：韓語

曲目：
- 1 純潔
- 2 誘惑
- 3 遊戲
- 4 CRUSH（First love 英文版）
- 5 FIRST LOVE第一次接觸
- 6 愛的好天氣
- 7 陽光日子
- 8 丟棄
- 9 跟著你
- 10 塗鴉中全是你

### 電視劇片頭(尾)曲
- 2002年韓國情境喜劇《Orange》片頭曲 ——《Orange》（SBS，2002）
- 2013年中國大陸電視劇《全民公主》片尾曲 ——《我的笨是故意的》